# Aéroport de Naples-Capodichino
Ne doit pas être confondu avec l'aéroport municipal de Naples, aux États-Unis.
L'aéroport international de Naples-Capodichino (code IATA : NAP • code OACI : LIRN) est situé à 6 km au nord de la ville de Naples et à Casoria. Créé en 1910, ce fut d'abord un aérodrome militaire. En 2019, l'aéroport a accueilli 10,8 millions de passagers et il est classé 5e aéroport le plus fréquenté d’Italie. Il porte le nom d'un aviateur de la Première Guerre mondiale, Ugo Niutta.

## Situation

### Carte des aéroports en Italie
| \| 100 km1:7 506 000 \| Abruzzes Alghero Ancône Bari Bergame Bologne Bolzano Brescia Brindisi Cagliari Catane Comiso Grosseto Coni Elbe Florence Foggia Gênes Lamezia Terme Lampedusa Milan L. Milan M. Naples Olbia Palerme Pantelleria Parme Pérouse Pise Reggio de Calabre Rimini Rome C. Rome F. Salerne Trapani Trévise Trieste Turin Venise Vérone |
| 100 km1:7 506 000 |

## Aérogares
L'aéroport possède deux terminaux : le premier, le plus important, et le deuxième, réservé aux vols charters.

## Statistiques

### Graphique
Le graphique qui aurait dû être présenté ici ne peut pas être affiché car il utilise l'ancienne extension Graph, désactivée pour des questions de sécurité. Des indications pour créer un nouveau graphique avec la nouvelle extension Chart sont disponibles ici.

Voir la requête brute et les sources sur Wikidata.

### Zoom sur l'impact du covid de 2019-2020
Le graphique qui aurait dû être présenté ici ne peut pas être affiché car il utilise l'ancienne extension Graph, désactivée pour des questions de sécurité. Des indications pour créer un nouveau graphique avec la nouvelle extension Chart sont disponibles ici.

Voir la requête brute et les sources sur Wikidata.

### Tableau
| Année | Passagers | Évolution |
| ----- | --------- | --------- |
| 2000  | 4 136 508 | + 13,0 %  |
| 2001  | 4 003 001 | - 3,2 %   |
| 2002  | 4 132 874 | + 3,2 %   |
| 2003  | 4 587 163 | + 11,0 %  |
| 2004  | 4 632 388 | + 1,0 %   |
| 2005  | 4 588 695 | - 0,9 %   |
| 2006  | 5 095 969 | + 11,1 %  |
| 2007  | 5 775 838 | + 13,3 %  |
| 2008  | 5 603 000 | - 2,3 %   |
| 2009  | 5 322 161 | - 5,0 %   |
| 2010  | 5 584 114 | + 5,0 %   |
| 2011  | 5 814 412 | + 7,8 %   |
| 2012  | 5 801 836 | + 0,6 %   |
| 2013  | 5 444 422 | - 6,2 %   |
| 2014  | 5 960 035 | + 9,5 %   |
| 2015  | 6 163 188 | + 3,4 %   |
| 2016  | 6 775 988 | + 9,9 %   |

## Compagnies aériennes et destinations
| Compagnies                    | Destinations |
| ----------------------------- | --- |
| Aegean Airlines               | Athènes E.-Venizélos |
| Aer Lingus                    | En saison : Dublin |
| AeroItalia                    | En saison : Forlì |
| Air Arabia Maroc              | Casablanca-Mohammed-V |
| Air Cairo                     | Charm el-Cheikh, Hurghada |
| Air France                    | Paris-Charles de Gaulle |
| Air Malta                     | En saison : Malte |
| Air Serbia                    | Belgrade-Nikola-Tesla |
| AlbaStar                      | Trapani-V. Florio (Birgi) |
| Austrian Airlines             | Vienne-Schwechat |
| British Airways               | Londres-Gatwick |
| Brussels Airlines             | En saison : Bruxelles-National |
| easyJet                       | - Amsterdam, - Athènes E.-Venizélos, - Barcelone-El Prat, - Berlin-Brandebourg, - Catane-Fontanarossa, - Charm el-Cheikh, - Édimbourg, - Londres-Gatwick, - Londres-Luton, - Lyon-Saint-Exupéry, - Milan-Malpensa, - Nice-Côte d'Azur, - Palerme Falcone-Borsellino, - Paris-Orly, - Tel Aviv - Ben Gourion, - Turin S.-Pertini (Caselle) En saison : - Bristol, - Cagliari, - Corfou-I. Kapodístrias, - Dubrovnik, - Ibiza, - Céphalonie, - Kos, - Malte, - Manchester, - Minorque-Mahón, - Mykonos, - Olbia-Costa Smeralda, - Palma de Majorque, - Rhodes-Diagoras, - Santorin, - Skiathos-A. Papadiamándis, - Split, - Strasbourg, - Ténériffe-Sud Reine Sofia |
| easyJet Switzerland           | Bâle-Mulhouse, Genève-Cointrin |
| Eurowings                     | Düsseldorf, Stuttgart En saison : Cologne/Bonn-K. Adenauer, Hambourg-H.-Schmidt |
| Finnair                       | En saison : Helsinki-Vantaa |
| flydubai                      | Dubaï |
| Iberia Express                | Madrid-Barajas |
| ITA Airways                   | Milan-Linate, Rome Léonard-de-Vinci/Fiumicino |
| Jet2.com                      | En saison : - Birmingham, - Bristol, - East Midlands, - Édimbourg, - Glasgow, - Leeds-Bradford, - Manchester, - Londres-Stansted, - Manchester |
| KLM                           | Amsterdam |
| Lufthansa                     | Francfort, Munich-F. J. Strauß |
| Luxair                        | Luxembourg-Findel |
| Norwegian Air Shuttle         | En saison : Copenhague-Kastrup, Oslo-Gardermoen |
| People's                      | En saison : Altenrhein |
| Royal Air Maroc               | Casablanca-Mohammed-V |
| Ryanair                       | - Alghero-Fertilia, - Barcelone-El Prat, - Bergame-Orio al Serio, - Bucarest-H. Coandă, - Budapest-Ferenc Liszt, - Cagliari, - Catane-Fontanarossa, - Charleroi Bruxelles-Sud, - Dublin, - Gênes-Christophe-Colomb, - Cracovie-Jean-Paul II, - Lisbonne-H. Delgado, - Londres-Luton, - Londres-Stansted, - Madrid-Barajas, - Malaga-Costa del Sol, - Malte, - Manchester, - Marrakech-Ménara, - Marseille-Provence, - Memmingen, - Milan-Malpensa, - Nuremberg-A. Dürer, - Paris-Beauvais, - Palerme Falcone-Borsellino, - Palma de Majorque, - Prague-Václav-Havel, - Séville-San Pablo, - Sofia-Vrajdebna, - Tallinn, - Tel Aviv - Ben Gourion, - Ténériffe-Sud Reine Sofia, - Toulouse-Blagnac, - Trévise-Sant'Angelo, - Trieste/Frioul, - Turin S.-Pertini (Caselle), - Valence, - Varsovie-Modlin (Mazovie), - Venise - Marco Polo, - Vérone - Villafranca, - Vienne-Schwechat, - Wrocław-N. Copernic, - Zagreb-Pleso En saison : - Copenhague-Kastrup, - Corfou-I. Kapodístrias, - Édimbourg, - Eindhoven, - Gdańsk-L. Wałęsa, - Kaunas, - La Canée I.-Daskaloyánnis, - Minorque-Mahón, - Mykonos, - Point Hope, - Rhodes-Diagoras, - Santorin, - Shannon, - Thessalonique-Makedonía, - Zante D.-Solomós |
| Scandinavian Airlines         | En saison : Copenhague-Kastrup, Stockholm-Arlanda |
| Sun d'Or                      | En saison : Tel Aviv - Ben Gourion |
| Swiss International Air Lines | Zurich |
| TAP Air Portugal              | En saison : Lisbonne-H. Delgado |
| Transavia                     | Amsterdam |
| Transavia France              | Paris-Orly |
| TUI Airways                   | En saison : - Birmingham, - Bristol, - East Midlands, - Glasgow, - Londres-Gatwick, - Manchester, - Newcastle |
| Tunisair Express              | Tunis-Carthage |
| Turkish Airlines              | Istanbul |
| United Airlines               | En saison : Newark-Liberty |
| Volotea                       | - Cagliari, - Catane-Fontanarossa, - Gênes-Christophe-Colomb, - Palerme Falcone-Borsellino, - Turin S.-Pertini (Caselle), - Venise - Marco Polo En saison : - Aalborg, - Bilbao, - Bordeaux-Mérignac, - Héraklion-N. Kazantzákis, - Karpathos, - Céphalonie, - Lampédouse, - Lyon-Saint-Exupéry, - Mykonos, - Nantes-Atlantique, - Olbia-Costa Smeralda, - Pantelleria, - Prévéza-Aktion, - Rhodes-Diagoras, - Santorin, - Skiathos-A. Papadiamándis, - Tarbes-Lourdes-Pyrénées, - Zante D.-Solomós |
| Vueling                       | Barcelone-El Prat |
| Wizz Air                      | - Abou Dabi, - Bucarest-H. Coandă, - Budapest-Ferenc Liszt, - Charm el-Cheikh, - Cluj-Napoca, - Katowice-Pyrzowice, - Londres-Gatwick, - Milan-Linate, - Milan-Malpensa, - Prague-Václav-Havel, - Riyad-roi Khaled, - Sofia-Vrajdebna, - Tel Aviv - Ben Gourion, - Tirana-Mère-Teresa, - Turin S.-Pertini (Caselle), - Varsovie-Chopin, - Venise - Marco Polo, - Vienne-Schwechat En saison : Corfou-I. Kapodístrias, Ibiza, Mykonos, Santorin, Skiathos-A. Papadiamándis |